# Kosrae

Bandeira de Kosrae

Kosrae (ou ilha do Anak) é uma ilha e um dos quatro Estados Federados da Micronésia. Foi separado de Ponape em 1977 e estabelecido como estado em 1978. Tem uma população de 7 317 habitantes (censo de 1994) e faz parte das Ilhas Carolinas. Tem uma superfície de 110 km² e a capital é Tofol.
.
Kosrae é uma ilha de admirável beleza natural. Está na sua grande parte bem conservada e é raramente visitada, tendo se tornado destino para a prática de mergulho e caminhadas. Os recifes de coral que contornam a ilha são conservados no seu estado natural através de um sistema de bóias mantidos por residentes e voluntários preocupados com a sua conservação.
Existe um aeroporto na costa noroeste com voos para o Havaí e Guam.
Até 1980, o estado dividia-se em cinco municípios, quando Walung foi incorporada a Tafunsak:
- Tofol (2 404 habitantes)
- Malem (1 430 habitantes)
- Tafunsak (2 427 habitantes)
- Utwe (1 056 habitantes)